# Michael Struwe
Michael Struwe (Wuppertal, 6 de outubro de 1955) é um matemático alemão.

## Prêmios e condecorações
- Palestrante convidado (Invited Speaker) no Congresso Internacional de Matemáticos em Quioto 1990 (The evolution of harmonic maps).
- Gauß-Vorlesung da Associação dos Matemáticos da Alemanha (2011)
- Medalha Cantor (2012)[1]
- Membro da Academia Leopoldina (2013)